# يوليوس إتش تايلور
يوليوس إتش تايلور (بالإنجليزية: Julius H. Taylor) هو فيزيائي أمريكي، ولد في 15 فبراير 1914 في Cape May Court House, New Jersey ‏ في الولايات المتحدة، وتوفي في 27 أغسطس 2011.